# 513 (číslo)
Pět set třináct je přirozené číslo. Následuje po čísle pět set dvanáct a předchází číslu pět set čtrnáct. Římskými číslicemi se zapisuje DXIII a řeckými číslicemi φιγ.

## Matematika
513 je:
- Deficientní číslo
- Složené číslo
- Nešťastné číslo

## Astronomie
- (513) Centesima je planetka hlavního pásu, kterou objevil v roce 1903 Max Wolf

## Roky
- 513
- 513 př. n. l.